# Bataille d'In Zekouan et Teurteli
Guerre du Mali
Batailles
La bataille d'In Zekouan et Teurteli se déroule lors de l'opération Doro III pendant la guerre du Mali.

## Forces en présence
Le 12 mars 2014, l'armée française lance l'opération Doro III pour fouiller la région de Goram, à 30 kilomètres au nord-est de Djebok. Les Français engagent deux sous-Groupement Tactique Interarme (SGTIA) ; la 1re et la 4e compagnie du 92e régiment d'infanterie (92e RI) avec leurs blindés VBCI, une compagnie du 31e régiment du génie, et deux caesar du 68e régiment d'artillerie d'Afrique (68e RAA). Au total le GTIA 2 du colonel Bert engage 460 hommes avec une quarantaine de véhicules dont des camions bennes, des bulldozers et des citernes,,,.
Les effectifs des djihadistes sont inconnus, ces derniers combattent divisés en petits groupes. Selon des officiers français, ces groupes cherchaient à ralentir les troupes franco-maliennes afin de permettre l'évacuation du gros de leurs forces.

## Déroulement
Les troupes françaises et maliennes quittent Gao le 12 mars et se portent sur In Zekouan. Les soldats arrivent sur les lieux dans la soirée et se déploient pour fouiller l'oued. La nuit est tombée lorsque deux pick-ups surgissent avec plusieurs combattants islamistes et attaquent le convoi en ouvrant le feu avec des mitrailleuses et des RPG-7 contre les citernes du train de combat n°2 (tc2) du GTIA. Deux blindés VBCI ainsi que le véhicule de l'avant blindé (vab) de L'ELI répliquent alors avec leurs armes de bord, un des pick-ups est atteint par les tirs de 25mm. Ce dernier s'enflamme mais poursuit sa route droit devant, forçant un troisième VBCI à venir le percuter afin de l'empêcher d'atteindre le convoi. Les blindés s'attaquent ensuite au deuxième pick-up resté plus en arrière sur les hauteurs. Les djihadistes abandonnent et parviennent à s'enfuir. En revanche, un combattant à moto équipé d'un RPG-7 est abattu par les tirs d'un VBCI.
Le combat bref mais intense crée une rupture dans le convoi entre l'avant du tc2 et la citerne, le camion lourd de dépannage et le VAB ELI. Ces derniers reprennent la marche pendant que l'escorte de vbci finit le combat afin de rejoindre le reste de la troupe arrêtée en amont, en zone sécurisée. 
En pleine nuit noire et avec des moyens de cartographie défaillants, les VBCI de l'escorte peinent à retrouver la zone sécurisée. L'équipage du vab ELI du tc2 composé d'hommes du 5e Bataillon du Matériel décide alors avec l'approbation du chef du Tc2 d'effectuer de aller/retour afin de les guider. 
Après ce premier combat, la colonne se forme ensuite en cercle afin de passer la nuit. Mais vers 4 heures du matin, deux autres pick-ups sont repérés à deux kilomètres. Deux VBCI ouvrent le feu, un des véhicules explose mais le second parvient à s'enfuir. 
Le lendemain, les Français commencent la fouille du village et de l'oued d'In Zekouan et découvrent un IED fabriqué avec une bombe d'avion. Peu après, une dizaine de djihadistes embusqués dans des trous attaquent un groupe de soldats du 92e RI. Sans subir de pertes, ces derniers répliquent avec les canons des VBCI et des tireurs de précision. Des soldats français de la 1re compagnie et des Touareg de l'armée malienne tentent alors de pénétrer dans les bois, mais ils peinent à localiser et à évaluer le nombre de leurs adversaires. Les Maliens reculent face aux djihadises retranchés tandis que les Français sont surpris et attaqués par des combattants embusqués à 10 mètres d'eux. Les VBCI sont quant à eux obligés de rester à la lisière de la végétation où ils sont la cible de tirs de RPG-7, certains missiles atteignent les blindés mais ils ricochent sans faire de dégâts. Les fantassins finissent par battre en retraite sans subir de pertes et les canons des Caesar interviennent pour pilonner les positions des djihadistes. Le combat cesse avec la tombée de la nuit et le lendemain, les soldats français et maliens s'emparent de l'oued mais ils ne retrouvent aucun corps de djihadiste,,.
Le 14 mars, au nord d'Imenas, un appareil de la DGSE repère un pick-up dont les passagers sont en train de placer un IED sur la route que doit emprunter la colonne franco-malienne pour le retour. Des avions de chasse et trois hélicoptères sont envoyés sur les lieux. Ces derniers repèrent six pick-ups postés en embuscade près de Torteuli, certains remplis d'explosifs. Les hélicoptères ouvrent alors le feu avec leurs canons de 20  et   30 mm et un missile HOT. En une heure et quart, les six véhicules sont tous détruits,,,.
Le lendemain, les troupes au sol gagnent Torteuli afin d'évaluer les dégâts. Les soldats explorent les bois malgré un incendie allumé par les djihadistes mais ils sont subitement attaqués par quelques combattants cachés dans un trou. Après un bref échange de tirs, les islamistes prennent la fuite en profitant de la végétation.
Le 16 mars, la 4e compagnie effectue une nouvelle fouille dans l'oued et les grottes d'In Zekouan, mais sans rien trouver.

## Les pertes
Finalement, l'état-major français estime à une quinzaine le nombre des islamistes « neutralisés »,. Pour Jean-Christophe Notin cependant, l'attaque des hélicoptères à Torteuli fait à elle seule une vingtaine de morts d'après une estimation faite en analysant les vidéos. Selon le colonel Gout, chef du Groupe aérien mixte (GAM), huit djihadistes ont été tués par les hélicoptères, bien qu'il concède la difficulté de dresser un bilan exact.
Selon l'armée française, huit pick-ups sont également détruits, ainsi qu'une moto. Plusieurs mines et IED ont été détruites. Lors des fouilles dans les villages d’In Zekouan, de Teurteli et de Temuy des armes et des munitions sont saisies dont deux affûts de 14,5 mm et des PKM,,.
Dans la nuit du 17 au 18 mars, plusieurs détonations sont entendues au nord de Gao. Par la suite, 4 tubes de lancement de roquettes 122 mm sont détruits par une mission de reconnaissance française.